# Henry Toussaint
Pour les articles homonymes, voir Toussaint (homonymie).
Jean-Joseph Henry Toussaint, né le 30 avril 1847 à Rouvres-la-Chétive dans les Vosges et décédé le 3 août 1890 à Toulouse, est un vétérinaire et médecin français.
Il étudia le bacille du choléra des poules, alors connu depuis quelques années, et proposa des procédés de vaccination contre le charbon, notamment par atténuation de la virulence à l'aide d'un antiseptique (phénol), ce qui donne lieu à des accusations de plagiat par Pasteur, qui, sans le révéler, utilise lui aussi un antiseptique (le bichromate de potassium) lors de la célèbre expérience de Pouilly-le-Fort,,,,,.

## Biographie
,,,,
Né le 30 avril 1847 dans un petit village des Vosges, Rouvres-la-Chétive, Henry Toussaint est le fils d'un menuisier et d'une brodeuse.
En octobre 1865, il commence ses études à l'École vétérinaire de Lyon. Il est alors l'élève d'Auguste Chauveau.
En 1869, il y obtient son diplôme de vétérinaire. Quelques mois après, il exerce dans son école comme vétérinaire jusqu'au mois de novembre 1876. En même temps, il concourt à l'École vétérinaire de Toulouse et passe le baccalauréat pour pouvoir postuler à un poste d'enseignement. En décembre 1876, il est nommé professeur d'anatomie, de physiologie et de zoologie à l'École vétérinaire de Toulouse, chaire qui devint plus tard celle de physiologie et de thérapeutique. Il passe un doctorat ès sciences à Lyon et simultanément son doctorat en médecine. Ce dernier grade lui permet d'être nommé professeur de physiologie à l'École de médecine de Toulouse en 1878. À partir de 1881, sa santé décline ; il est atteint d'une maladie neurologique dont le diagnostic exact ne fut jamais établi avec certitude. Les facultés intellectuelles d'Henri Toussaint se détériorent progressivement, il est mis en disponibilité le 1er juillet 1887.
Le ministère de l'Agriculture, reconnaissant les services rendus à la science, lui attribue une généreuse allocation annuelle. Malgré son état de santé, les sociétés savantes de son époque ne l'oublient pas : elles se montrent également généreuses en lui accordant plusieurs prix : prix de la fondation Montyon (physiologie expérimentale, médecine et chirurgie), prix de la fondation Bréant décerné par l'Académie des sciences (1877, 1880, 1881), prix Barbier décerné par l'Académie de médecine (1882), prix Vaillant (1883), prix de Behague par la Société nationale d'agriculture (1885), prix Gegner (1889).

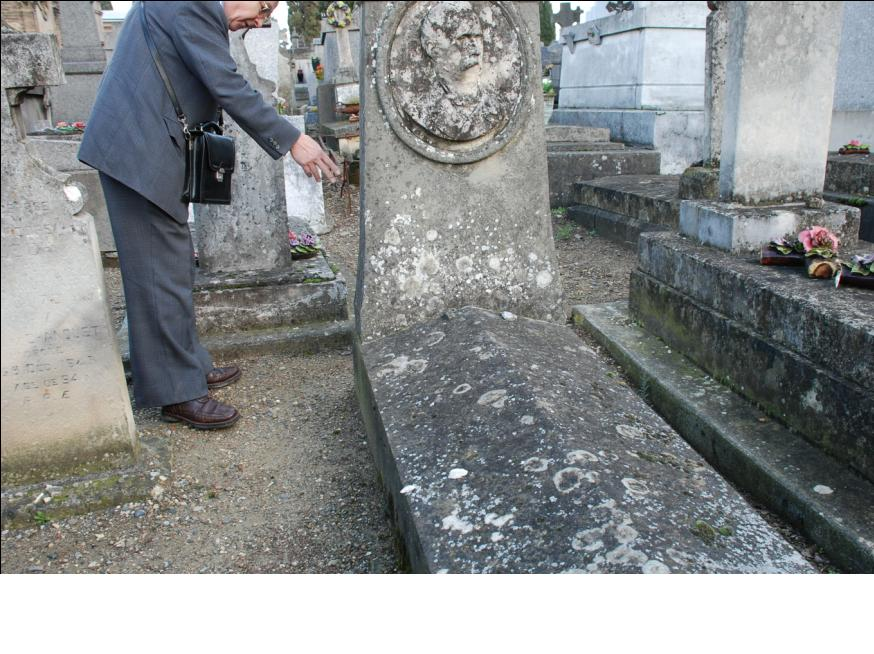
Tombe d'Henry Toussaint dans le cimetière de Terre Cabade où elle a été identifiée par le professeur Guy Bodin présent sur la photo

Grâce à ces divers concours, il est sauvé de la misère et un traitement décent peut lui être assuré à la fin de ses jours.
Il meurt à 43 ans, le 3 août 1890, après neuf ans de maladie.

Henry Toussaint est enterré dans le cimetière de Terre-Cabade, à Toulouse. Sa tombe qui porte un médaillon sculpté à son effigie est malheureusement très détériorée.

## Titres et distinctions
- Prix Montyon de l'Académie des Sciences pour son travail, en collaboration avec le Dr Morat, sur les Variations de l'état électrique des muscles dans les différentes formes de contraction (1877)
- Prix Bréant de l'Académie des Sciences pour sa thèse de doctorat en médecine "Recherches expérimentales sur la maladie charbonneuse" (1880) (il reçut le prix Bréant également en 1877 et en 1881)
- Prix Montyon de l'Académie des Sciences pour son travail "L'immunité pour le charbon acquise à la suite d'inoculations préventives" (date ?)
- Chevalier de la Légion d'honneur (1881)
- Prix Barbier de l'Académie de médecine (1882)
- Prix Vaillant de l'Académie des Sciences (1883)
- Prix Béhague de la Société nationale d'agriculture de France (1885)
- Prix Gegner (1889)
- Membre correspondant de la Société de médecine vétérinaire
- Membre correspondant de l'Académie royale d'agriculture de Turin (1880)
- Membre correspondant du Royal College of veterinary surgeons de Londres (1880)
- Membre correspondant de la Société Royale des Sciences Médicales de Bruxelles[7],[14],[15]

## Chronologie des travaux de Toussaint
Henry Toussaint, vétérinaire et jeune professeur à l'Ecole vétérinaire de Toulouse, fait des recherches sur le bacille charbonneux. Il prend comme point de départ les travaux de Casimir Davaine qui avait présenté de nombreux articles à l'Académie des sciences sur cette maladie.

### 1877
À partir de 1877, Toussaint présente deux communications qui sont lues par M. Bouley, inspecteur général des Écoles vétérinaires  à l'Académie des sciences,.

### 1878
Cette année-là, Toussaint présente de nombreuses communications à l'Académie des sciences, toujours lues par M. Bouley.
Le 18 mars 1878, Toussaint y présente un nouvel article sur le charbon . Il présente des preuves de la nature parasitaire du charbon et montre que les lésions de la maladie sont identiques chez le lapin, le cobaye et le mouton.
Le 4 avril 1878, Bouley présente une autre communication de Toussaint. Celui-ci démontre l'action inflammatoire du sang charbonneux .
Le 15 avril 1878, il propose une théorie de l'action des bactéries charbonneuses .
Le 8 juillet 1878, Toussaint envoie une autre note .

### 1879
En 1879, il se rend en Beauce (France) pour y étudier la maladie charbonneuse (appelée aussi "sang de rate") et il publie ses résultats dans un rapport adressé au ministre de l'agriculture : il y montre clairement que cette maladie se communique par les aliments, qu'il n'y a pas de charbon spontané, et que l'inoculation est toujours la condition nécessaire de l'apparition de la maladie ,.
En 1879, à la Faculté de médecine de Lyon, il présente une thèse qui résume ses travaux sur le charbon. Ce mémoire contient également un travail sur le choléra des oiseaux de basse-cour : il démontre la présence du microbe de cette maladie et l'analogie avec celle-ci avec la septicémie (autre maladie décrite à l'époque d'Henry Toussaint) .
Le 2 juin 1879, Toussaint adresse à l'Académie des sciences, pour le concours Bréant, son mémoire sur ses Recherches expérimentales sur la maladie charbonneuse. Sur le choléra des oiseaux de basse-cour. Étude au point de vue du microbe parasite de cette maladie : pour ces travaux, il reçoit le prix l'année suivante.

### 1880
Début 1880, Toussaint utilise dans ses premiers essais un procédé à base de filtration de sang charbonneux. Il abandonnera ce procédé parce que « C’est un moyen dangereux et nullement pratique, car souvent les filtres laissent passer des bactéridies que le microscope reconnaît difficilement, parce qu’elles sont très rares, et l’on tue les animaux que l’on voulait préserver ».
Par la suite il remplace le procédé de filtration par un chauffage à 55 °C du sang charbonneux défibriné pendant 10 minutes, en présence d’une concentration faible d’acide phénique (0,25 %).
Il constate, début mai 1880, l’efficacité de chauffage à 55 °C, et constate qu’il faut, pour obtenir l'efficacité de son procédé, renouveler une fois l’injection du produit.
Le 12 juillet 1880, Henri Toussaint dépose un « pli cacheté » à l’Académie des sciences : il parle de la possibilité de faire acquérir une immunité contre le charbon.
Le 2 août 1880, il envoie une note sur le choléra des poules .
En raison de l’importance de la communication du 12 juillet 1880 sur le procédé d'immunisation contre le charbon, et à la demande de quelques académiciens, le secret est vite levé.
À cet effet, Toussaint adresse une note le 2 août 1880, pour demander l'ouverture du pli cacheté qu'il avait déposé le 12 juillet 1880.
On y apprend qu’il préconise le chauffage du sang charbonneux défibriné à 55 °C pendant 10 minutes. Il réussit grâce à ce procédé à obtenir l’immunité du jeune chien et du mouton.
Les 6 et 8 août 1880, Toussaint organise une vaccination à la ferme de l'école d'Alfort à Vincennes (double inoculation de vingt moutons).
Le 19 août 1880, Toussaint fait à Reims une communication au congrès de l’Association pour l’avancement des Sciences : il y parle de ses procédés de vaccination ; il pense que son vaccin a une action immunisante et postule que cette action est due soit à la production de substances antibactériennes, soit à l'action de l’antiseptique (acide phénique) présent dans son procédé.

### 1881
Il publie encore un article sur quelques points relatifs à l'immunité charbonneuse  et sur un procédé nouveau de vaccination du choléra des poules .
Mais il ne publiera plus que quatre articles sur la tuberculose ,,, :
par la suite, en raison de son problème de santé, il ne produira  plus de publications.
En mai 1881, à Pouilly-le-Fort, près de Melun, Pasteur réalise une grande expérience de vaccination contre le charbon sur 50 moutons, qui se révèle couronnée de succès, tous les animaux non vaccinés étant morts, tandis que tous les vaccinés ont survécu. Dans son livre À l'ombre de Pasteur publié en 1938, Adrien Loir, neveu de Pasteur, écrit clairement que le vaccin utilisé lors de l'expérience de Pouilly-le-Fort est un vaccin atténué par le bichromate de potassium, c'est-à-dire selon un procédé semblable à celui du vétérinaire et médecin Henry Toussaint, qui avait publié une méthode d'atténuation par un autre antiseptique, l'acide phénique.
Les notes secrètes de Pasteur, déposées par celui-ci à l'Académie des Sciences, et connues aujourd'hui depuis 1988 , ont expliqué qu'il avait employé le vaccin chauffé et atténué au bichromate de potassium, suivant en cela une idée dont Toussaint avait la priorité, au moins quant à la publication : l'atténuation par un antiseptique. Dans son compte rendu d'expérience à l'Académie, au contraire, Pasteur déclare (ou en tout cas laisse entendre) que c'est son vaccin atténué à l'oxygène qui lui a permis de réussir l'expérience sur les moutons charbonneux.
Toussaint avait bien déposé un pli à l'Académie au sujet de son vaccin révolutionnaire à germe tué. Il va le modifier en remplaçant le bichromate de potassium[réf. souhaitée], trop violent, par l'acide phénique permettant, cette fois, un vaccin stable et efficace. Hélas, sa mort prématurée (à 43 ans) va l'empêcher de breveter en temps voulu cette découverte.

## Citations
Son collègue et ami, Ferdinand Laulanié, dit ces quelques mots sur sa tombe "Toussaint possédait au plus haut degré les qualités qui rendent le travail fécond : une intuition singulièrement perspicace dans le choix des hypothèses, une opiniâtreté indomptable dans la détermination des faits d'expérience qui devaient en assurer la vérification, une habileté consommée dans l'expérimentation, une méthode presque impeccable. Voilà ce qu'il apporta dans ses recherches au laboratoire.
"C'est aussi avec la pensée de le louer que je veux dire qu'il fut ambitieux, mais de cette ambition qui grandit celui qu'elle sollicite, qui demeure légitime jusque dans ses âpretés, parce qu'elle procède du sentiment que l'on a de sa propre force et qu'elle multiplie cette force.
"Tout cela composait une vigoureuse personnalité, une intelligence éprise de ses propres énergies et qui, sans aller jusqu'au dédain de la pensée des autres, pensait plus volontiers sa propre pensée." (Laulanié)
Dans un discours prononcé le 25 octobre 1900,, Auguste Chauveau, le maître de Toussaint, s'exprimait en ces termes : « Nombreux étaient alors ceux qui cherchaient à arriver au but que Toussaint a atteint le premier. J'en étais, Pasteur également. Tous, nous n'avions qu'à nous incliner devant le fait accompli, en en proclamant l'importance. Aussi bien ce fait eut-il tout le retentissement qu'il méritait d'avoir. Il valut à Toussaint un grand honneur, celui d'attirer dans son laboratoire, à l’École vétérinaire, l'illustre chirurgien Lister, qui y poursuivit, pendant quelque temps, des recherches expérimentales ».

Chauveau écrivit également : 

« Bien sombre est le destin des pères qui conduisent le deuil de leurs enfants. Est-il moins triste celui des maîtres qui voient tomber avant eux, sur le champ de bataille de la vie intellectuelle, les élèves qui faisaient leur joie et leur orgueil.
[...] Le diagnostic qui fit sombrer les remarquables facultés de Toussaint ne fut jamais établi avec une rigoureuse précision. Le mal n'en était pas moins de ceux qui poursuivent, d'une manière implacable, leur œuvre de destruction. À chacun de mes voyages à Toulouse, j'avais le chagrin d'en constater les incessants progrès. Il vint enfin un moment où l'arrivée de l'ancien maître ne fit plus naître aucune évocation du passé, aucune de ces démonstrations affectueuses, si touchantes dans leur manifestation enfantine, dont Toussaint était prodigue à mon égard et qui remuaient jusqu'au fond des entrailles. »

## Œuvres
- Anatomie comparée du nerf pneumogastrique, faite au point de vue des applications à la physiologie expérimentale, Thèse de l'Ecole vétérinaire de Lyon, 1869.
- Application de la méthode graphique à la détermination du mécanisme de la réjection dans la rumination par M. J.-A. Toussaint, éd. Gauthier-Villars, 1874, In-4°, 6 p.
- De l'intervention des puissances respiratoires dans les actes mécaniques de la digestion et dans le vomissement, Thèses présentées à la Faculté des sciences de Lyon pour obtenir le grade de docteur ès sciences naturelles, 1877, Pradel (Toulouse), lire en ligne sur Gallica
- Recherches expérimentales sur la maladie charbonneuse, Thèse de Doctorat en Médecine, Faculté de Médecine et de Pharmacie de Lyon,  Asselin (Paris), 1879, In-8°, 133 p.

En collaboration: 
- Jean-Joseph-Henry Toussaint et l'abbé Ducrost, Le cheval dans la station préhistorique de Solutré, éd. Impr. Pitrat aîné Lyon, 1873, In-8°, 15 p.
- François Peuch et Jean-Joseph-Henry Toussaint, Précis de chirurgie vétérinaire comprenant l'anatomie chirurgicale et la médecine opératoire', par MM. Peuch, Chef de service de clinique et de chirurgie à l'Ecole vétérinaire de Lyon et Toussaint, Chef de service d'anatomie et de physiologie à l'Ecole vétérinaire de Lyon, Tome premier, éd. P. Asselin, Paris, 1876, vol. 1, In-8°, XVI-696 p., fig. (Toussaint n'a contribué qu'à la partie anatomique du tome 1) lire en ligne sur Gallica
- François Peuch et Jean-Joseph-Henry Toussaint, Précis de chirurgie vétérinaire comprenant l'anatomie chirurgicale et la médecine opératoire, par MM. Peuch, Chef de service de clinique et de chirurgie à l'Ecole vétérinaire de Lyon et Toussaint, Chef de service d'anatomie et de physiologie à l'Ecole vétérinaire de Lyon, Tome second, éd. P. Asselin, Paris, 1877, vol. 2, In-8°, XXVI, 845 p., fig.

### Biographie d'Henry Toussaint
- Louis Georges Neumann: Biographies vétérinaires, avec 42 portraits dessinés par l'auteur, éd. Asselin et Houzeau, Paris, 1896, p. 383-386,  Texte intégral sur le site BIUM
- (fr)[PDF]Roland Rousset: Pasteur et les vétérinaires, Bull soc fr Hist méd sci vét, 2003,2(2)
- Référence sur Pubmed d'un article sur Henry Toussaint Mathijsen A, Oldenkamp EP.: Predecessors : veterinarians from earlier times (42). Jean Joseph Henry Toussaint (1847-1890), [Article in Dutch], Tijdschr Diergeneeskd. 2001 Feb 15;126(4):106-7.

### Sources des textes
- Comptes rendus de l’Académie des sciences (téléchargeables gratuitement).

### L'expérience de Pouilly-le-Fort
- Antonio Cadeddu: Les vérités de la science. Pratique, récit, histoire : le cas Pasteur, éd. Leo S. Olschki, 2005, pp. 127–148  (ISBN 88-222-5464-3).
- Gerald L. Geison : The private science of Louis Pasteur, éd. Princeton University Press, 1995 chap 5, pp 145–176,  (ISBN 0-691-03442-7).
- Pasteur par David V. Cohn, Ph.D., Professeur émérite de biochimie de l’University of Louisville. David V. Cohn raconte également que le vaccin contre le charbon utilisé par Pasteur lors de l'expérience de Pouilly-le-Fort est celui de Henry Toussaint.
- (en)[PDF]Louis Pasteur avec la collaboration de Chamberland et Roux L’expérience de Pouilly-le-Fort Yale Journal of Biology and Medecine (2002); 75, 59-62. L’introduction rappelle que le vaccin utilisé à Pouilly-le-Fort n’est pas celui de Louis Pasteur mais celui d'Henry Toussaint.
- (en)[PDF]Kendall A Smith, Wanted, An anthrax vaccine : Dead or alive ?, Medical Immunology (2005) 4-5. L'article traite en partie de l'histoire du vaccin contre l'anthrax et rappelle également que le vaccin utilisé par Pasteur à Pouilly-le-Fort est celui d'Henry Toussaint.

### Articles dans lesquels Henry Toussaint est cité
Par ordre chronologique de publication :
- (fr)[PDF] G. Bodin: «Biographie de Ferdinand Lauliané (1850-1906) à l'occasion du 150ème anniversaire de sa naissance», in: Revue Méd. Vét., 2001, 152, 137-152 (biographie de Ferdinand Lauliané (collègue d'Henry Toussaint), article qui décrit l'ambiance de l'Ecole vétérinaire de Toulouse, les rapports d'Henry Toussaint avec ses collègues et sa maladie)
- (fr)[PDF] Gabrielle d'Houdain-Doniol-Valcroze: Histoire de la saignée vétérinaire, Thèse pour le doctorat vétérinaire, 2001 (pour mémoire : le livre de Peuch et de Toussaint est cité plusieurs fois dans la thèse)
- (fr)[PDF] Jean Blancou: «Esquisse biographique d'Edmond Nocard,» in: Bull.soc.fr.hist.méd.sci.vét., 2003, 2(2) (pour mémoire : l'article cite Henry Toussaint seulement dans une phrase)
- (fr)[PDF] G. Bodin: «Le condamné de Montfaucon, Salon de Paris 1852 : message abscons d'Emmanuel Frémiet aux vétérinaires», in: Revue Méd. Vét., 2003, 154, 2, 139-152 (Henry Toussaint et Louis Pasteur sont cités : l'auteur parle de l'aide que Toussaint apporta à Pasteur pour la mise au point des vaccins contre le choléra des poules et contre le charbon)
- (fr)[PDF] Georges Thèves: «La castration par écrasement du cordon testiculaire. Bref aperçu historique» in: Ann. Méd. Vét., 2003, 147, 283-287 (article où Henry Toussaint est cité en référence)
- (fr)[PDF] Cours de microbiologie de l’université de Tours. Article où l’on parle de Pierre Victor Galtier, d’Antoine Béchamp, d’Henry Toussaint et où l'on parle de l'appropriation de leurs travaux par Louis Pasteur.
- Henry Toussaint lorrain oublié de la vaccination, par Christophe Labays, passionné d'histoire locale et membre des Amis du Prieuré et du patrimoine de Châtenois pour le Groupe BLE Lorraine, février 2023.
- Pasteur a-t-il "volé" un procédé de vaccination à Henry Toussaint (1847-1890) ? En tout cas, ce chercheur toulousain était un génie précoce, qui succomba à 43 ans d’une maladie inconnue, par Dominique Delpiroux La Dépêche.
- Histoire de la vaccination et invention du vaccin, par Lazare bonchamp, 08 mars 2022.